# Oldsmobile Achieva

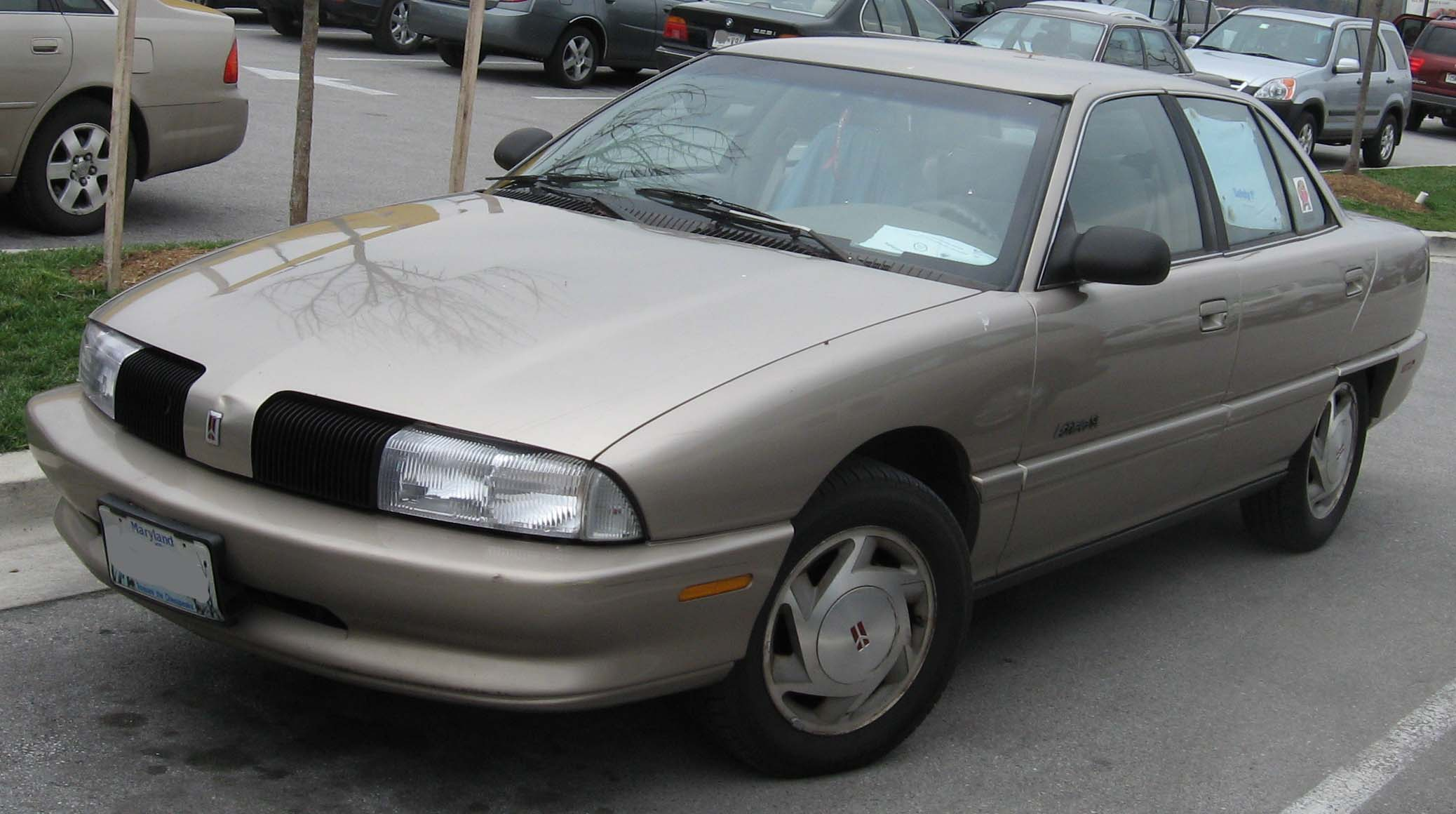
Oldsmobile Achieva del 1992-1998

L'Oldsmobile Achieva va ser un vehicle de tipus compact fabricat per Oldsmobile, una divisió de General Motors, a la fàbrica de Lansing, Michigan els anys 1992 a 1998. L'Achieva substitueix al Oldsmobile Cutlass Calais.
Igual que el model que substitueix, és construït sota el xassís N, que comparteix amb el Pontiac Grand Am, Buick Skylark i Chevrolet Malibu. Les carrosseries del Achieva són una coupe de 2 portes i una sedan de 4 portes.

## Informació general
Dimensions del Archieva:

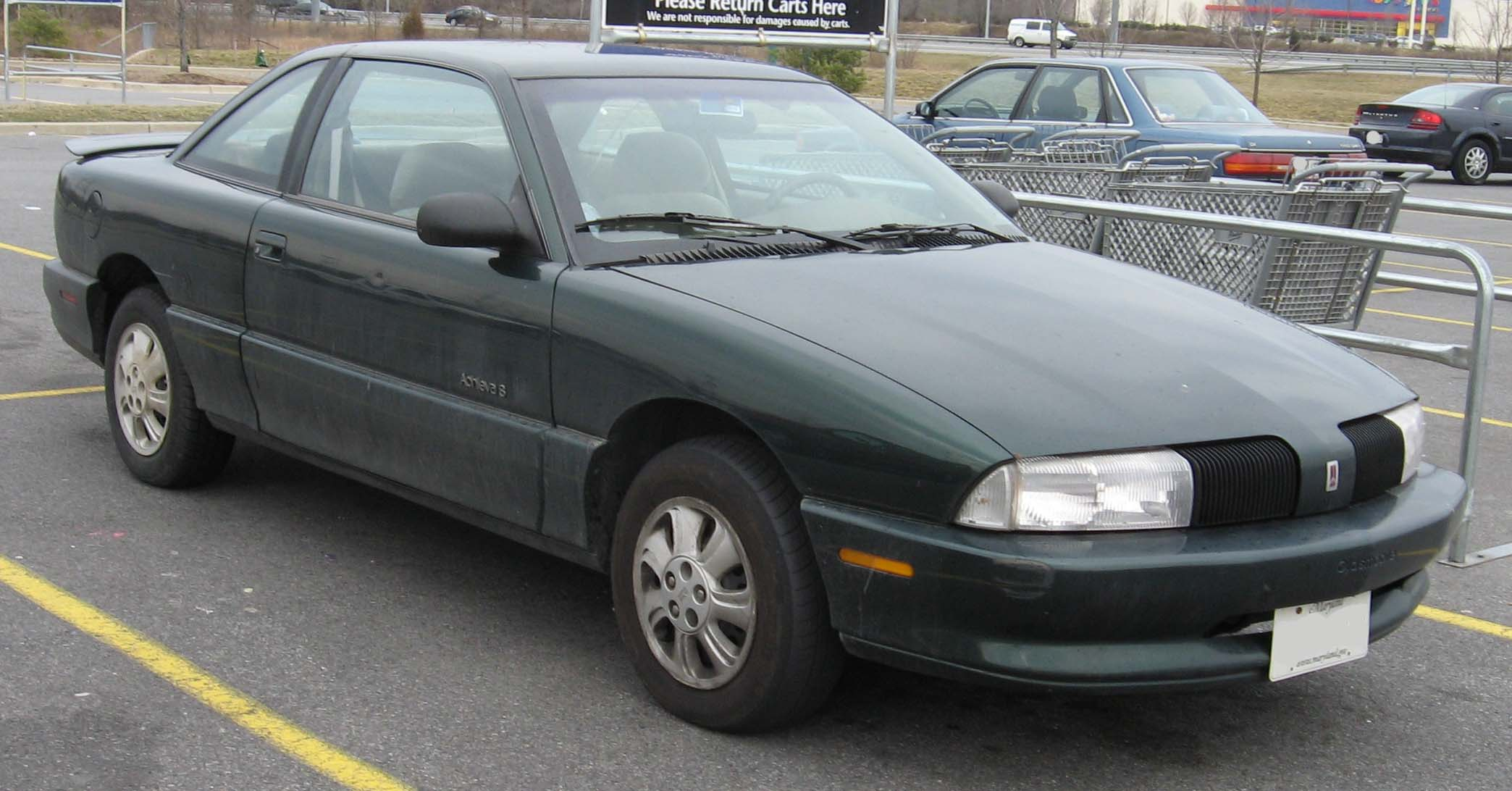
Oldsmobile Achieva coupe del 1992-1998

Batalla (Wheelbase): 2,626 m (103.4 in)
Llargada (Length): 4,770 m (187.8 in)
Amplada (Width): 1,742 m (68.6 in)
Alçada (Height): 1,359 m (53.5 in)
El Achieva estava disponible amb 3 paquets d'equipament, de major a menor equipament: S, SL i SC.
Els paquets S i SL eren disponibles amb el coupe i sedan. El S equipava un 2.3L Quad-4 de 120 cv, amb opció a una versió de 160 cv (que és el motor de sèrie de l'acabat SL). Per al SL, en opció podia optar pel 3.3L Buick V6.
L'acabat SC destaca per la seva alta potència, el 2.3 L (140 in³) Quad-4 W41, associat a una caixa Getrag de 5 velocitats amb un diferencial específic per oferir una millor tracció a les rodes. Podia el SCX equipar el 3.1 L (191 in³) Motor 60-Degree V6.
En caixes de canvi, havia 3 opcions: una manual de 5 velocitats i dos automàtiques: una automàtica de 3 velocitats THM125 i una de 4 velocitats.
Tots els Achieva equipaven de sèrie el ABS.
El 1995 desapareix la gamma de paquets i es redueix a un únic, el S. Dins d'aquest, existien els paquets "Series I" i "Series II".
El 1996, presenta un nou tauler de control, un nou interior i aire condicionat entre d'altres. Mecànicament, és el 2,4 L anomenat Twin Cam el motor base, substituint als anteriors 2.3L Quad-4.
El Achieva va vendre's als concessionaris fins al 1997, convertint-se en un cotxe de flota el 1998, a l'espera que el 1999 Oldsmobile el substitueixi pel Oldsmobile Alero.
Rivals del Achieva són el Chrysler Cirrus, Honda Accord i Mercury Mystique.

## Llista de mecàniques
Mecànicament, el Achieva ha tingut un ampli ventall de mecàniques:
- 1992-1994: 2.3 L (140 in³) Quad-4 de 120 hp i 189 N·m
- 1992-1995: 1988-1991: 2.3 L (140 in³) Quad-4 de 155-160 hp i 203 N·m
- 1992-1994: 2.3 L (140 in³) Quad-4 de 175-180 hp i 216 N·m
- 1992-1993: 2.3 L (140 in³) Quad-4 W41 de 185-190 hp i 216 N·m
- 1992-1993: 3.3 L (204 in³) Buick V6 de 160 hp i 250 N·m
- 1994-1998: 3.1 L (191 in³) Motor 60-Degree V6 de 160 hp i 250 N·m
- 1996-1998: 2.4 L (146 in³) Quad-4 de 150 hp i 203 N·m

## Informació mediambiental
L'Oldsmobile Achieva del 1995 amb un motor 2.3 L (140 in³) Quad-4 i una transmissió automàtica de 3 velocitats THM125 té un consum de 22 mpg ciutat / 30 mpg carretera l'equivalent a 7,8 l/100 per autopista i 10,7 l/100 per ciutat. Sobre emissions, el Cutlass Calais emet 7,4 tones de CO2 a l'atmosfera anualment